# ロシア占領下のウクライナでの2022年の併合住民投票
ロシア占領下のウクライナでの2022年の併合住民投票（ロシアせんりょうかのウクライナでの2022ねんのへいごうじゅうみんとうひょう）とは、2022年のロシアのウクライナ侵攻中の同年9月23日から27日にかけて、ロシア連邦や親ロシア派勢力が、ウクライナ南東部4州の占領・支配地域で実施した、ロシア編入への賛否を問う住民投票である。ロシア連邦大統領ウラジーミル・プーチンは、編入賛成が多数だったとして、ウクライナ侵攻直前に「独立」承認を一方的に宣言したドンバス地方のルハーンシク州、ドネツィク州に続き、ウクライナ侵攻中にロシア連邦軍などが占領したザポリージャ州とヘルソン州についてウクライナからの分離独立を承認する大統領令に9月29日に署名。翌30日、4州の併合を宣言した。ウクライナ領の一方的な編入は、2014年のロシアによるクリミアの併合以来となった。
占領地域のロシア側当局はロシアへの併合に向けた住民投票を提案したが、その日程はウクライナ軍の反撃やレジスタンス活動によるロシア側占領地の縮小、治安の悪さおよび住民の支持の明確な欠如のために流動的であった。ロシアによる庇護などを望んで賛成票を投じた住民もいるものの、占領下にあるため、ロシア側兵士が同行して戸別訪問で投票を求めるなど圧力があり、自由・公平でないことが報道された。 
9月20日、ドネツク人民共和国（DPR）、ルガンスク人民共和国（LPR）およびヘルソン州とザポリージャ州の占領当局は、9月23日から27日にロシアに加盟するための住民投票を実施すると発表し、20日に投票が開始された。
ウクライナ政府やそれを支援する諸国、国際連合事務総長のアントニオ・グテーレスは、住民投票やそれを経てのロシア併合の動きに反対や懸念を示した（後述）。

## 「ドネツク人民共和国」と「ルガンスク人民共和国」

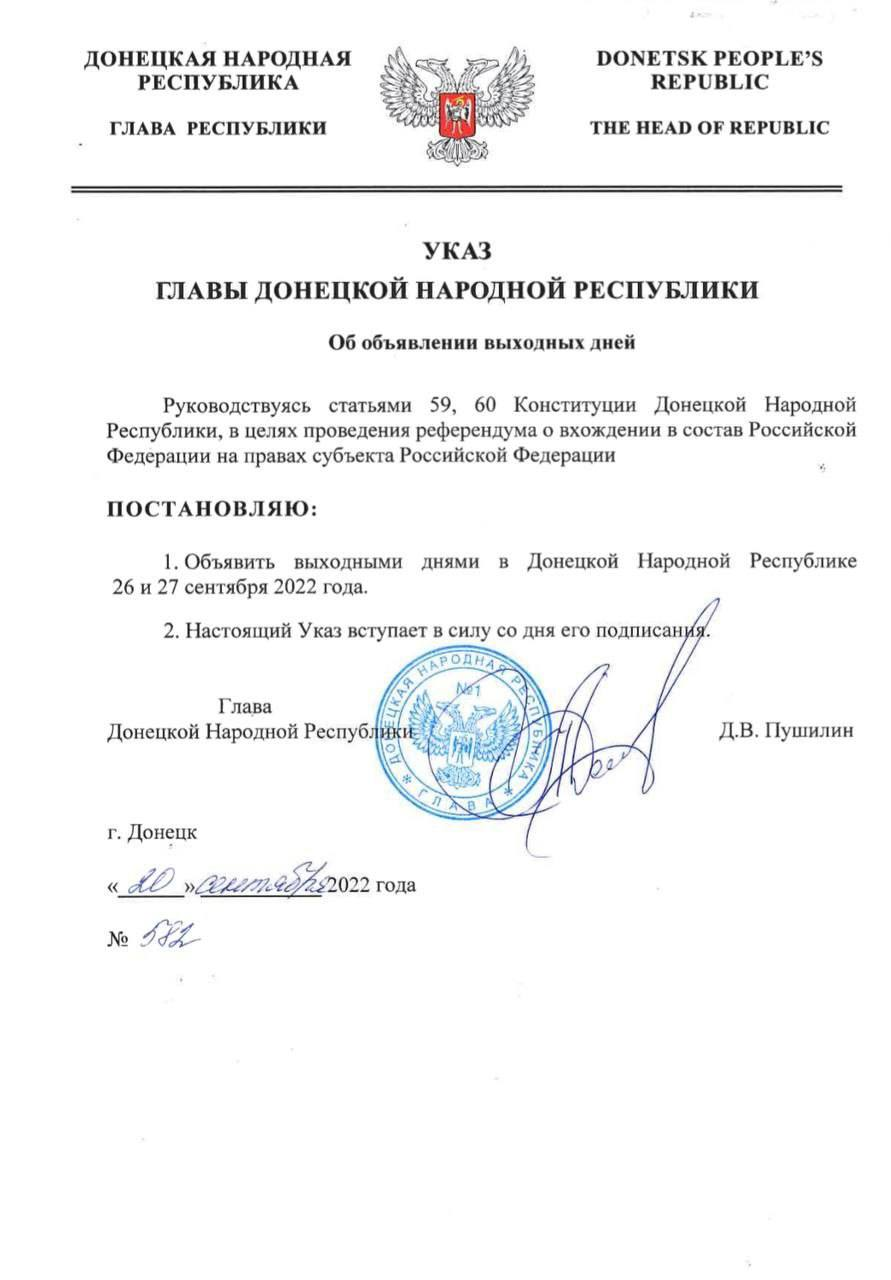
住民投票の実施に関するドネツク人民共和国の政令

ロシア主導の武装勢力であるドネツク人民共和国とルガンスク人民共和国は、2014年にウクライナからの「独立」を宣言した。親ロシア分離主義者は2014年5月に独立住民投票を行った。当初ロシアは両共和国とも、公式な国家の承認も併合もしなかったが、2022年2月21日になってプーチン大統領は独立を承認する大統領令に署名し、同月24日に開始したウクライナ攻撃の策源地とした。ロシアはドネツクとルガンスクの占領地域で住民投票を行うことを計画し、2022年7月の時点で、ロシアはこれらの住民投票を9月に実施する準備をしていた。
9月19日、ドネツク人民共和国とルガンスク人民共和国の公会議所は、ロシアへの加盟に関する住民投票を「直ちに」実施するよう彼らの「国家元首」に要請した。その後まもなくして、ロシアの議会のうち国家院は、LPRのロシア加盟に関する住民投票が「近い将来」の秋に行われると発表した。
9月20日、ルガンスク人民共和国人民評議会は、共和国がロシアに連邦主体として加盟することに関する国民投票を9月23日から27日に実施することを決めた 。
その後まもなく、ドネツク人民共和国人民評議会は、DPRのロシア連邦への加盟に関する国民投票がLPRと同じ9月23日から27日に実施されると発表した。

## ヘルソン州
3月12日、ウクライナ当局は、ロシアがドネツク人民共和国やルガンスク人民共和国と同様に、ヘルソン人民共和国を樹立するためにヘルソンで国民投票を行うことを計画していると主張した。ヘルソン州評議会のSerhii Khlan副議長は、ロシア軍が評議会の全メンバーに電話をかけ、協力を求めたと主張した。ウクライナのオンブズマンであるリュドミラ・デニソワは、「ウクライナの法律の下では、領土を巡るあらゆる問題は全国的な国民投票によってのみ解決できる」ため、この住民投票は違法であると述べた。同日午後、ヘルソン州評議会は、提案された住民投票は違法であるとの決議を可決した。
2022年5月11日、ヘルソン州軍民行政副長官のキリル・ストレモウソウは、プーチン露大統領にヘルソン州のロシア連邦加盟を要請する準備ができていると発表し、「ヘルソン人民共和国」の創設やこの問題に関する住民投票はないと述べた。プーチン大統領の報道官ドミトリー・ペスコフは、これらの声明についてコメントし、この問題は地域の住民によって決定されるべきであり、「これらの重大な決定には、クリミアの場合と同様に、絶対的に明確な法的背景、法的正当性が必要であり、完全に合法的でなければならない」と述べた。
2022年6月、テレグラムチャンネルのビデオメッセージで、ストレモウソウは、ヘルソン地域のロシア加盟に関する住民投票の準備を開始したと述べた。住民投票の準備は親プーチンの政党「統一ロシア」が行う予定だったが、そのメンバーは、ウクライナ軍がアントノフスキー橋を砲撃した後、7月末頃にヘルソン地域から退避した。占領下のザポリージャ州地域の当局は、共同住民投票の可能性を排除していない。
9月5日、ストレモウソウは、ヘルソン州の国民投票が「安全上の理由」により延期されたと発表した。
9月7日、統一ロシア幹事長のアンドレイ・トゥルチャクは、11月4日のロシア統一記念日にロシア占領下のウクライナで住民投票を行うことは「正しく、象徴的」であると述べ、ストレモウソウは、「この住民投票を今すぐ実施する準備ができていたとしても」、この日に向けて準備が行われると述べた。
9月20日、ヘルソン州軍事民行政のウォロディミル・サルド長官は、ヘルソン州のロシアへの編入に関する住民投票が9月23日から27日まで行われると発表した。

## ザポリージャ州
2022年7月、Yevgeny Balitskyは、ザポリージャの中央選挙管理委員会に対し、この地域がロシア連邦に加盟するための住民投票の可能性について調査を開始する命令に署名した。
2022年8月8日、ロシア軍占領下のザポリージャ州における軍民行政長官のYevhen Balytskyiは、住民投票の組織準備に関する命令に署名した。同日、メリトポリで開催された「私たちはロシアと共にある」運動のフォーラム（参加者700人以上）で、ロシア連邦に加盟させることについての住民投票を行うことを提案する決議を採択した。地域行政の主要評議会のメンバーであるウラジミール・ロゴフは、ザポリージャ地域のロシア加盟に関する住民投票の日程は、「ザポリージャ地域の安全と表現の自由が保証され次第」決定されるとメディアに語った
2022年8月11日、占領地域の当局は 2022年9月11日に住民投票を実施する意向を表明した。
2022年8月26日、ザポリージャ州の住民投票準備のための選挙管理委員会が作業を開始した。

## その他の予定地域

### ムィコラーイウ州
2022年8月8日、ヘルソン州軍民行政府副長官のエカテリーナ・グバレバは、ムィコラーイウ州内のロシア軍占領地域をロシア軍占領下のヘルソン州が併合すると発表した。彼女はまた、いくつかの占領地でロシアのモバイル通信が機能し始めたと主張した。彼女によると、「解放された」地域で住民に社会的支払いを提供し、モバイル通信とテレビ放送を確立するためにそのような決定がなされたという。
2022年8月13日、ムィコラーイウ軍民行政長官のYuriy Barbashovは、スニフリフカで、ロシアに加盟するための住民投票が行われると主張した。この住民投票は、ヘルソン州と同じように行われる。さらに、ヘルソン軍民行政副長官のエカテリーナ・グバレバは、ムィコラーイウ州の占領地域がヘルソン州に併合されると主張した。住民投票は9月に行われると伝えられている。

### ハルキウ州
2022年7月8日、ロシアが任命したハルキウ州軍民行政府長官のビタリー・ガンチェフは、ハルキウはロシア領土の「奪うことのできない」部分であり、同州をロシア連邦に併合させるつもりであると述べた。しかし、8月11日にビタリーはテレビチャンネル「ロシア-24」に対し、この地域でロシアの支配下にあるのは「僅か20%で、それ以上ではない」ため、ハルキウ州のロシア軍支配地域の当局は、ロシアへの加盟に関する住民投票について議論する準備がまだ整っていないと語った。
ハルキウの戦い (2022年)で州都防衛に成功したウクライナ軍はその後の反攻作戦でハルキウ州東部からロシア軍の大半を駆逐し、ウクライナのゼレンスキー大統領は9月14日、州のほぼ全域を解放したと宣言した。

## ウクライナ政府および国際社会の反応
ウクライナや西側諸国を中心に、住民投票を「茶番」とする非難が相次いでいる。
- ウクライナ - ウォロディミル・ゼレンスキー大統領は、ロシアが武力で制圧した地域を併合しようとしているとし、「国連憲章に残忍な方法で違反している」と非難した[45]。
- アメリカ合衆国 - アントニー・ブリンケン国務長官は、ロシアによる併合を西側諸国は決して認めないと改めて強調し、ロシアは「素早く厳しい追加的なコスト」を払うことになると警告した[45]。また、ジョー・バイデン大統領は、住民投票に関し「結果はでっち上げだ」と断じた[46]。
- フランス - カトリーヌ・コロンナ外務大臣は、投票を「見せかけ」だとした[45]。
- 中国 - 汪文斌報道官は、「すべての国の主権と領土の完全性は尊重されなければならない」と述べた[45]。
- 日本 - 岸田文雄首相は、ウクライナのゼレンスキー大統領との電話会談で、「いわゆる住民投票と称する行為、ウクライナの一部地域の編入に向けた動きは、ウクライナの主権と領土の一体性を侵害するものであり、国際法違反だ。決して認めてはならず、強く非難する」と述べた[47]。